# Tikšeozero
Il Tikšeozero (in russo Тикшеозеро?; in careliano: Tiikšenjärvi) anche: Tikšozero, Tiksa (Ти́кшозеро, Ти́кса) è un lago d'acqua dolce della Russia. Si trova nel Louchskij rajon della Repubblica di Carelia. Appartiene al bacino del fiume Kovda.

## Descrizione
Il lago, nel 1953, fu trasformato in un bacino idrico con regolazione stagionale del flusso. Ha una superficie di 212 km², il bacino idrografico è di 1080 km²; l'altitudine sul livello del mare è di 112 m. La costa è molto frastagliata. Le rive del lago sono rocciose, spesso paludose e ricoperte di vegetazione. L'altezza delle scogliere raggiunge i 10 - 15 metri. È coperto dal ghiaccio dai primi di novembre alla seconda metà di maggio. Il più importante tributario del lago è il fiume Lopskaja.
Nel lago si trovano 342 isole per una superficie totale di 23,6 km². Le più grandi sono Kajgas e Kangassari.

## Ittiofauna
Il lago è popolato da 11 specie di pesci: trota, coregone, coregone bianco, Thymallus, osmeride, luccio, pesce persico, Rutilus, ido, bottatrice, acerina, spinarello nordico e scazzone.